# Керчицьке сільське поселення
Керчицьке сільське поселення — муніципальне утворення в Октябрському районі Ростовської області Росія.
Адміністративний центр поселення — хутір Керчик-Савров.
Населення — 1709 (2010 рік).
Керчицьке сільське поселення розташовано на північному сході Октябрського району у верхній частині долини річки Керчик та її правих притокок, — річок Бургуста й Сухий Керчик.

## Адміністративний устрій
До складу Керчицького сільського поселення входять:
- хутір Керчик-Савров — 1010 (2010 рік);
- селище Атлантово — 56 (2010 рік);
- селище Залужний — 325 (2010 рік);
- хутір Весела Бахмутовка — 185 (2010 рік);
- хутір Степовий — 100 (2010 рік);
- станція Керчик — 33 (2010 рік).